# 나폴레옹 조제프 샤를 폴 보나파르트

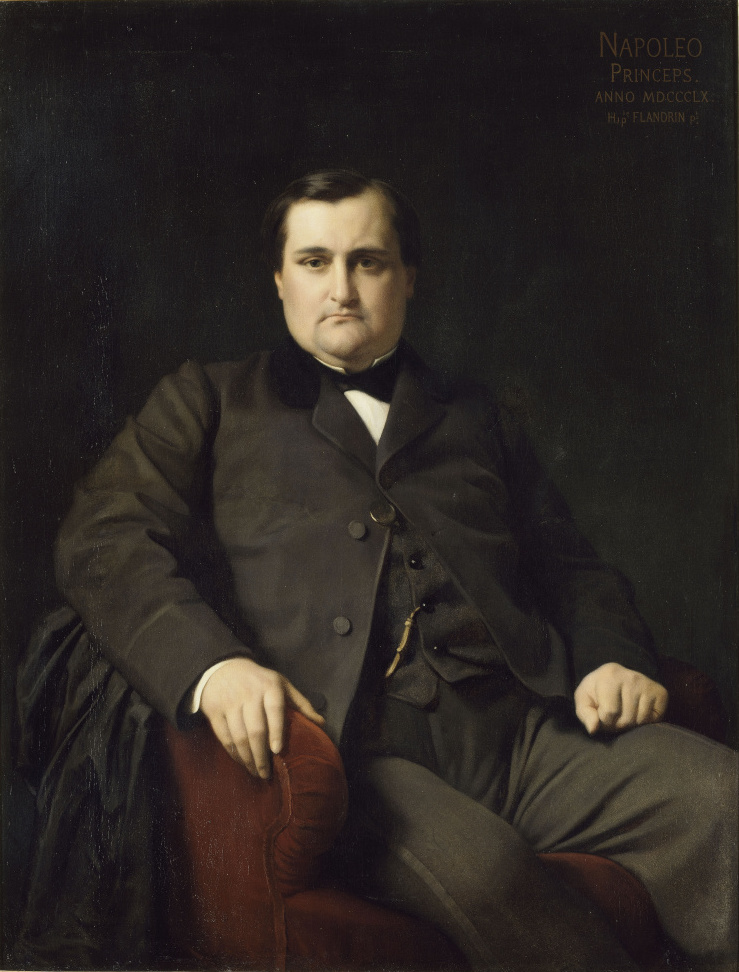
나폴레옹 조제프 샤를 폴 보나파르트의 초상, 이폴리트 플랑드랭, 1860년

나폴레옹 조제프 샤를 폴 보나파르트(Napoléon Joseph Charles Paul Bonaparte, 1822년 9월 9일 ~ 1891년 3월 17일)은 프랑스의 황족·군인·정치인으로, 나폴레옹 1세의 동생 제롬 보나파르트의 아들이며 나폴레옹 3세의 사촌동생이었다. 별칭은 플롱 플롱, 클랭 플롱이었다. 1848년 혁명 후, 코르시카 대표의원으로 국민의회에 선출되었으며, 정치활동 당시 그는 제롬이라는 이름으로 활동했다. 나폴레옹 3세의 황후 외제니 드 몽티조와 사이가 좋지 않았다 하며, 사르데냐 왕국의 공주와 결혼하였다.
이탈리아의 왕 비토리오 에마누엘레 2세의 딸인 마리 클로틸드(1843-1911)와 결혼하여 2남 1녀를 두었다. 1879년 황태자 프랭스 앰페리알이 급서하자 보나파르트 왕가의 계승자가 되어야 했으나 황태자의 유언장에 따라 그의 장남이 계승자가 되었다. 1891년 3월 로마에서 사망한다.

## 같이 보기
- 나폴레옹 1세
- 나폴레옹 2세
- 나폴레옹 3세
- 프랭스 앰페리알 나폴레옹